# Challenger de Perugia 2024
El torneo Internazionali di Tennis Città di Perúgia 2024 fue un torneo de tenis perteneció al ATP Challenger Tour 2024 en la categoría Challenger 125. Se trató de la 9ª edición; el torneo tuvo lugar en la ciudad de Perugia (Italia), desde el 10 hasta el 16 de junio de 2024 sobre pista de tierra batida al aire libre.

## Jugadores participantes del cuadro de individuales
| Preclasificado | País                 | Jugador            | Rank1 | Posición en el torneo |
| 1              | Bandera de Italia    | Luciano Darderi    | 40    | CAMPEÓN               |
| 2              | Bandera de Serbia    | Laslo Djere        | 52    | Cuartos de final      |
| 3              | Bandera de Croacia   | Borna Ćorić        | 73    | Segunda ronda         |
| 4              | Bandera de Alemania  | Daniel Altmaier    | 83    | Semifinales           |
| 5              | Bandera de Italia    | Fabio Fognini      | 93    | Cuartos de final      |
| 6              | Bandera de la India  | Sumit Nagal        | 95    | FINAL                 |
| 7              | Bandera de Argentina | Francisco Comesaña | 99    | Primera ronda         |
| 8              | Bandera de Italia    | Francesco Passaro  | 134   | Cuartos de final      |

- 1 Se ha tomado en cuenta el ranking del 27 de mayo de 2024.

### Otros participantes
Los siguientes jugadores recibieron una invitación (wild card), por lo tanto ingresan directamente al cuadro principal (WC):
- Federico Cinà
- Luciano Darderi
- Fabio Fognini

Los siguientes jugadores ingresan al cuadro principal tras disputar el cuadro clasificatorio (Q):
- Federico Arnaboldi
- Riccardo Bonadio
- Giovanni Fonio
- Alessandro Giannessi
- Giovanni Oradini
- Samuel Vincent Ruggeri

## Campeones

### Individual Masculino
- Luciano Darderi derrotó en la final a  Sumit Nagal por 6–1, 6–2

### Dobles Masculino
- Guido Andreozzi /  Miguel Ángel Reyes Varela derrotaron en la final a  Sriram Balaji /  Andre Begemann por 6–4, 7–5